# Ligne Kitakyu Namboku
Pour les articles homonymes, voir Ligne Namboku.
La ligne Namboku (南北線, Nanboku-sen) est une ligne ferroviaire de la compagnie Kita-Osaka Kyuko Railway qui relie la gare d'Esaka à la gare de Minoh-kayano dans la préfecture d'Osaka au Japon. Cette ligne constitue l’extension nord de la ligne Midōsuji du métro d'Osaka.

## Histoire
La première portion de la ligne ouvre le 24 février 1970 à l'occasion de l'exposition universelle de 1970. La ligne est prolongée jusqu'à Senri-chuo le 14 septembre de la même année, puis à Minoh-kayano le 23 mars 2024.

## Caractéristiques

### Ligne
- Longueur : 8,4 km
- Ecartement : 1 435 mm
- Nombre de voies : double voie
- Electrification : 750 V cc par troisième rail

### Services et interconnexions
La ligne est parcourue par des services omnibus interconnectés avec la ligne Midōsuji du métro d'Osaka.

### Liste des gares
La ligne comporte six gares identifiées par la lettre M.
| Numéro | Gare                   | Nom japonais   | Distance (km) | Correspondances                           | Ville    |
| ------ | ---------------------- | -------------- | ------------- | ----------------------------------------- | -------- |
| M06    | Minoh-kayano           | 箕面萱野       | 0             |                                           | Minoh    |
| M07    | Minoh-semba handai-mae | 箕面船場阪大前 | 1,1           |                                           | Minoh    |
| M08    | Senri-chuo             | 千里中央       | 2,5           | Monorail d'Osaka : Ligne principale       | Toyonaka |
| M09    | Momoyama-dai (ja)      | 桃山台         | 4,5           |                                           | Suita    |
| M10    | Ryokuchi-koen          | 緑地公園       | 6,5           |                                           | Toyonaka |
| M11    | Esaka                  | 江坂           | 8,4           | Métro d'Osaka : Midōsuji (interconnexion) | Suita    |

## Matériel roulant
La ligne est parcourue par des trains des compagnies Kita-Osaka Kyuko Railway et Osaka Metro.

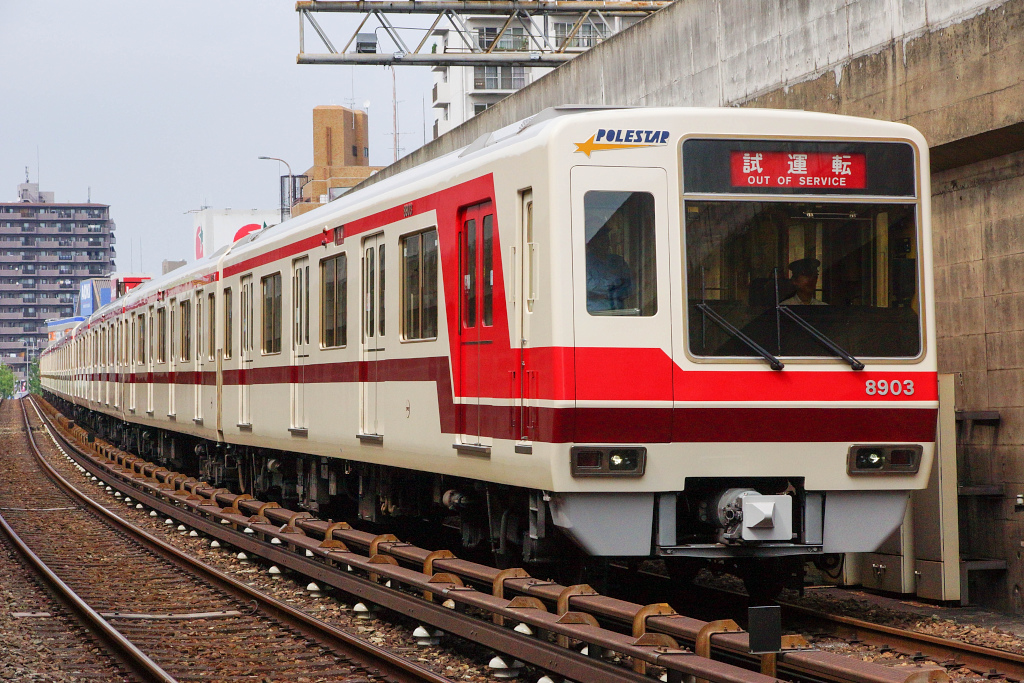
Kitakyu série 8000
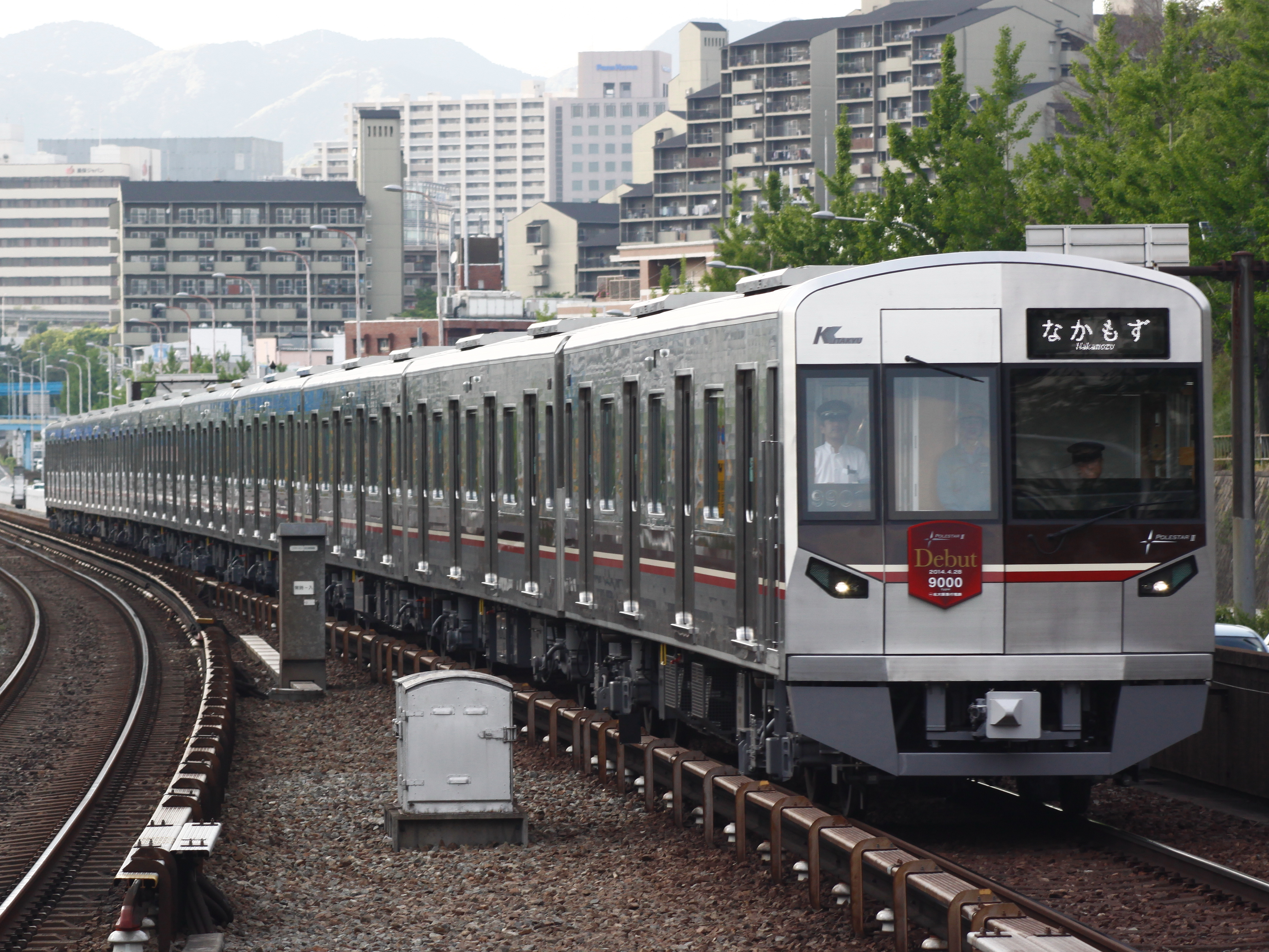
Kitakyu série 9000
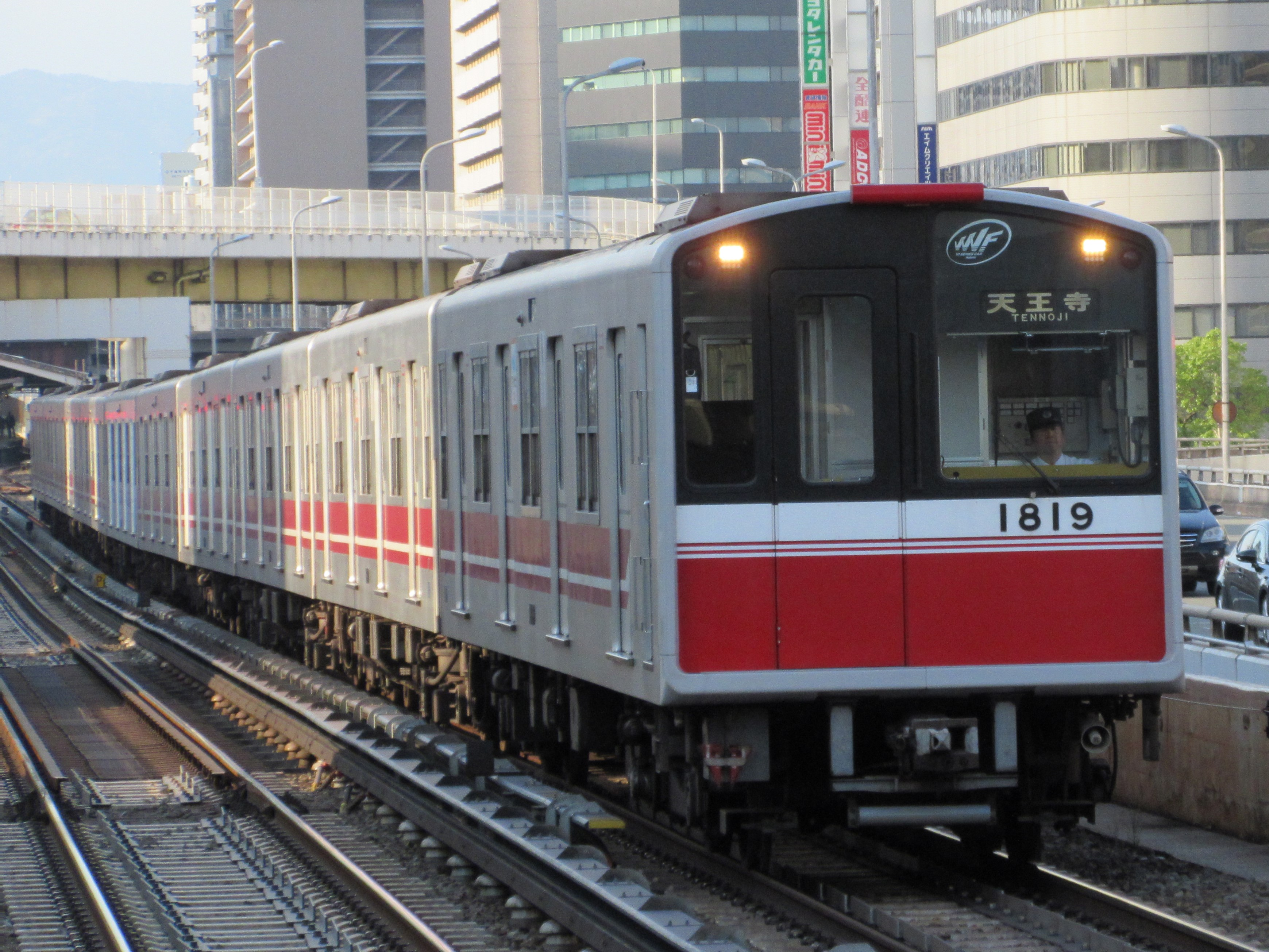
Osaka Metro série 10
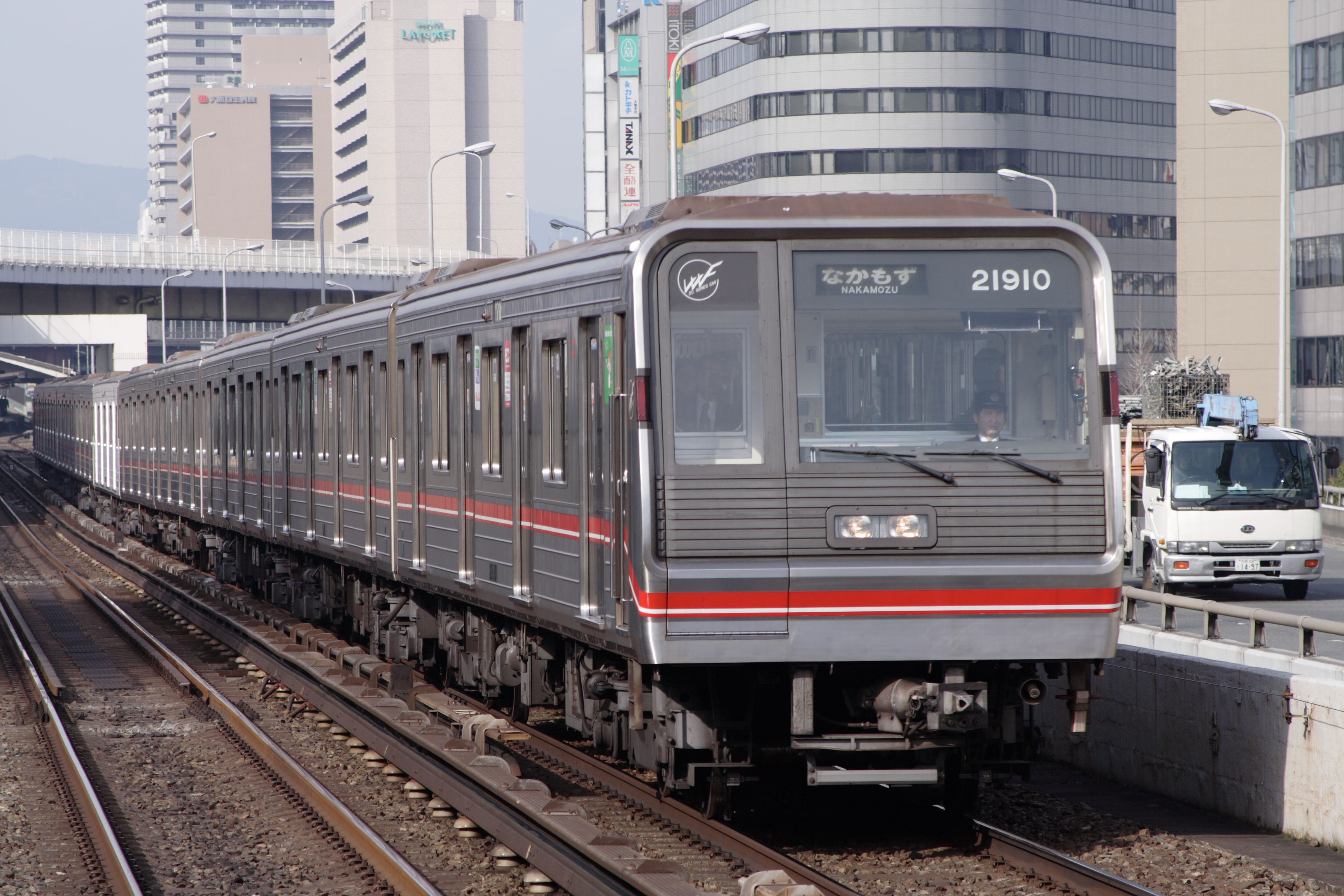
Osaka Metro série 21
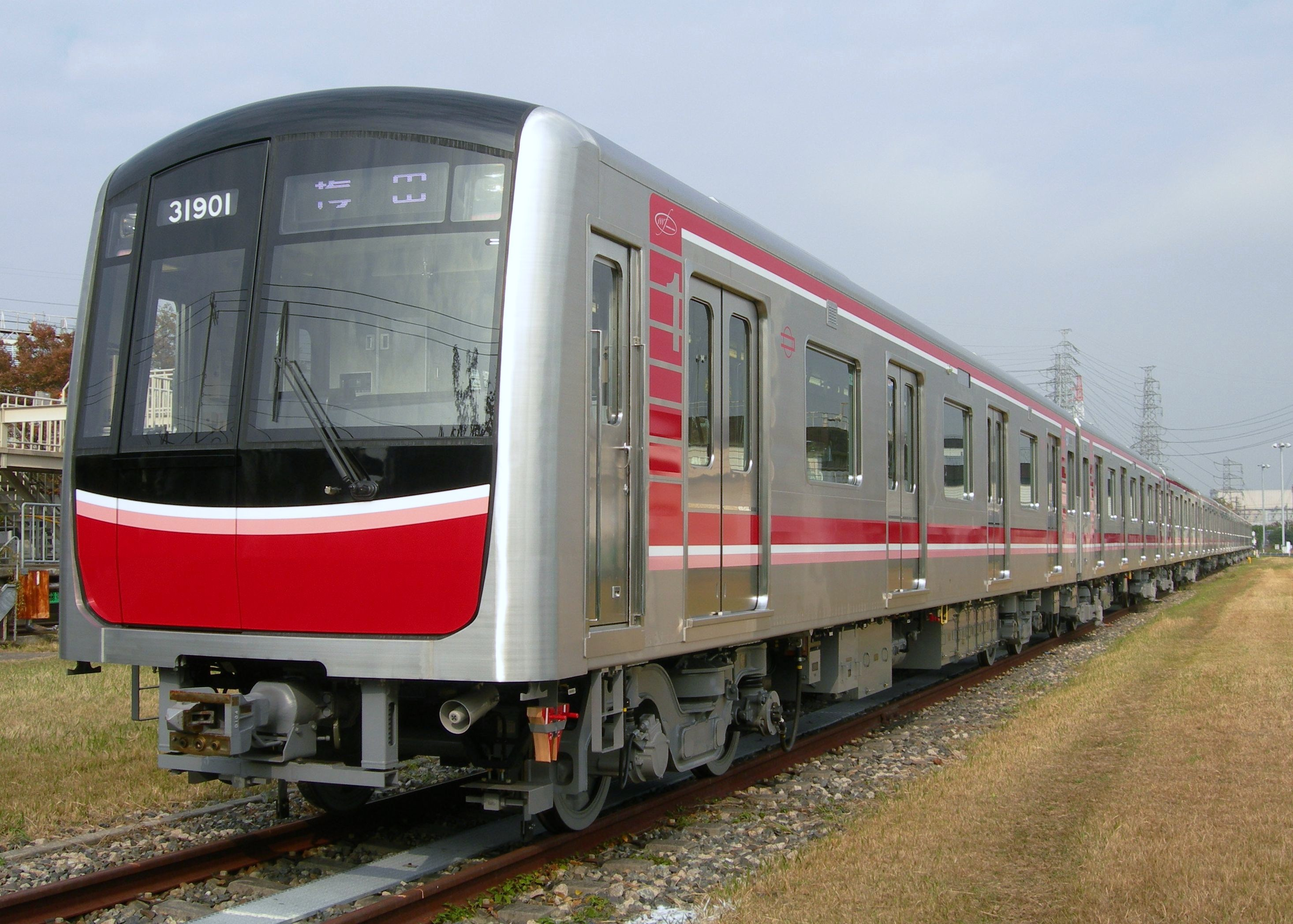
Osaka Metro série 30000